# Олденбург (линеен кораб, 1910)
Вижте пояснителната страница за други значения на Олденбург.
Олденбург (на немски: SMS Oldenburg), e последният, четвърти, линеен кораб на Германския императорски военноморски флот от типа „Хелголанд“ линейни кораби от времето на Първата световна война. Наречен е в чест на едноименното херцогство. „Олденбург“ е включен в състава на Флота на откритото море, където и провежда по-голямата част от своята кариера, включая и Първата световна война.
Заедно с трите еднотипни кораба на серията – „Хелголанд“, „Остфризланд“ и „Тюринген“ – „Олденбург“ участва във всички основни операции по време на войната в Северно море против британския Гранд Флийт. Линкора участва в Ютландското сражение – най-голямото морско сражение по време на войната, от 31 май – 1 юни 1916 г. През август 1915 г. „Олденбург“ води бойни действия в Балтийско море против руския флот, участва в първото неуспешно нахлуване в Рижкия залив, макар и да няма огневи контакт с руски кораби.
След немското поражение, през ноември 1918 г., по-голямата част от Флота на Откритото море е интернирана в Скапа Флоу. „Олденбург“ и още няколко кораба остават в Германия. „Олденбург“ е предаден на Япония през 1920 г. Японците скоро продават кораба на английска фирма за разкомплектоване за метал. Линкорът е разкомплектован в Дордрехт през 1921 г.